# Leopold Friedrich Witt
Leopold Friedrich Witt (* 17. August 1811 in Königsberg (Preußen); † 31. Dezember 1890 in Kiel; oft auch Friedrich Witt) war ein deutscher Theaterkapellmeister, Opern- und Theaterdirektor und Komponist.

## Leben
Es wird angenommen, dass der junge Witt seine kompositorische Ausbildung durch Carl Friedrich Zelter in Berlin erhielt. Seit 1831 lässt sich ein Wirken Witts als Kapellmeister an europäischen Opernbühnen, u. a. in Brünn, Graz und Mailand nachweisen. Ab 1840 traf Witt in Wien als Operndirektor am Theater in der Josefstadt auf die Komponisten Emil Titl, Carl Binder und Franz von Suppè.
1849 kam Witt an das Theater in Würzburg, an dem schon sein Namensvetter (Jeremias) Friedrich Witt (1770–1836) als Theaterdirektor gewirkt hatte, vor allem die Namensgleichheit birgt deshalb die Gefahr einer Verwechslung beider Komponisten.
Witts Bühnenwerke, hauptsächlich Possen, Zauberstücke und Lebensbilder, gerieten nach seinem Tode in Vergessenheit. Als Witts künstlerisch fruchtbarste Zeit gilt seine Amtszeit von 1857 bis 1872 als Theaterdirektor des Kieler Stadttheaters.
Als Komponist schrieb er hauptsächlich Salonmusik und für den Zeitgeschmack Favoritthemen und „Souvenirs“ aus Opern sowie deutsche und englische Kunstlieder (z. B. „Du ziehest fort“, „Lady Awake!“).
Witt war Freimaurer und von 1854 bis 1857 Mitglied der Königsberger Loge Zum Todtenkopf und Phoenix.

## Werke
Werkverzeichnisse zu Leopold Friedrich Witt finden sich in den einschlägigen Musikbibliographien und Katalogen, beispielsweise in: Franz Pazdrek (Hrsg.): Universal-Handbuch der Musikliteratur aller Zeiten und Völker, Wien 1904–1910 (über 30 Bände), Reprint Hilversum 1967.